# Pinkkaniemi
Pinkkaniemi är en halvö i Finland.   Den ligger i kommunen Petäjävesi i den ekonomiska regionen  Jyväskylä  och landskapet Mellersta Finland, i den södra delen av landet, 220 km norr om huvudstaden Helsingfors. Pinkkaniemi ligger vid sjön Suolivesi.